# Holmdel
Holmdel est un township situé dans le comté de Monmouth, dans l’État du New Jersey, aux États-Unis. Sa population s’élevait à 16 773 habitants lors du recensement de 2010, estimée à 16 604 habitants en 2016.

## Histoire
Holmdel doit son nom à la famille Holmes, qui possédait des terres dans les parages. Les premiers Européens à avoir peuplé la localité étaient pour la plupart néerlandais. À la fin du XVIIe siècle, Holmdel englobait également les localités voisines de Middletown, Raritan, Matawan et Colts Neck. En 1857, Holmdel a été séparée de Raritan.

### Découverte du rayonnement thermique cosmologique
En 1964, la ville a été le théâtre de la découverte du rayonnement thermique cosmologique. C’est grâce à l'antenne cornet de Holmdel que les radio-astronomes Arno Penzias et Robert Wilson des Laboratoires Bell ont découvert ce rayonnement issu du Big Bang, prédit par George Gamow. Ce qui leur vaudra un quart du Prix Nobel de physique en 1978.